# Rätten till arbete
Rätten till arbete är en mänsklig rättighet, att arbeta och delta i produktiv anställning, samt att inte hindras göra så. Denna rätt finns i FN:s deklaration om de mänskliga rättigheterna (artikel 23) och erkänns i internationell människorätt som en del av Konventionen om ekonomiska, sociala och kulturella rättigheter (artikel 6), Europeiska sociala stadgan (artikel 1) och Afrikanska stadgan om mänskliga och folkens rättigheter (artikel 15). Arbetskritiker kritiserar "rätten till arbete".

## Historik
Begreppet "rätten till arbete" myntades av den franske socialistledaren Louis Blanc.
Kampen för rätten till arbete som han tog strid för kan ses i ljuset av de växande sociala spänningarna och den ökande arbetslösheten under åren kring finanskrisen 1846, vilken bara ett par år senare ledde till den franska februarirevolutionen och bildandet av den andra republiken.